# Jorge Soria Macchiavello
Jorge  Alfredo Alejandro Soria Macchiavello (Iquique, 3 de marzo de 1969) es un empresario y político chileno. Se desempeñó como diputado por el distrito N.° 2 entre 1994 y 2002.

## Biografía
Es hijo de padres políticos: Jorge Soria Quiroga, alcalde de Iquique desde 2012 y anteriormente durante varios periodos; y de María Inés Macchiavello, concejal por Alto Hospicio desde 2012 y previamente por Iquique (2008-2012). Su hermano es Mauricio Soria, concejal por Iquique desde 2012 y alcalde por la misma comuna desde 2016.
Realizó los estudios básicos los realizó en la Escuela N.°B1 de Mulchén y en el Colegio Don Bosco de Iquique, concluyéndolos en el mismo establecimiento.
Tras finalizar su etapa escolar obtiene el título de técnico administrativo.
Inicia sus actividades políticas al incorporarse al Partido por la Democracia desde su fundación en Iquique (1987) ocupando un puesto en su comisión política.
Dentro de sus actividades privadas cuenta su cargo como Agente de Línea Aérea en su ciudad natal. Además, se desempeña como pequeño empresario.
En 1993, a la edad de 24 años, es electo Diputado por la Primera región, distrito N.°2 (Iquique, Huara, Camiña, Colchane, Pica, Pozo Almonte) para el período de 1994 a 1998. En su labor integra las Comisiones de Relaciones Exteriores, Asuntos Interparlamentarios e Integración Latinoamericana, y de Vivienda y Desarrollo Urbano. Además, es miembro de la Comisión Especial Legislativa sobre Plan de Desarrollo de Arica y Parinacota. También, pertenece a la Comisión Investigadora de Irregularidades en Aduanas.
En diciembre de 1997 es reelecto para el siguiente período, de 1998 a 2002. Se incorpora a la Comisión de Derechos Humanos, Nacionalidad y Ciudadanía. Renunció al PPD en 1999, y no repostuló por un nuevo periodo.
En 2005, militando en el Partido de Acción Regionalista creado por su padre, asumió como CORE representando a la provincia de Iquique, hasta 2009. En 2007 participó en la formación de una colectividad llamada Fuerza País, de la cual asumió como presidente.
Representando al partido Fuerza del Norte, compitió en las primeras elecciones directas de consejeros regionales de 2013, resultando elegido con la primera mayoría por la provincia de Iquique. Renunció a dicho cargo en diciembre de 2015, siendo reemplazado por Lautaro Lobos.

## Historial electoral

### Elecciones parlamentarias de 1993
- Elecciones parlamentarias de 1993 a Diputado por el distrito 2 (Camiña, Colchane, Huara, Iquique, Pica y Pozo Almonte)[7]

### Elecciones parlamentarias de 1997
- Elecciones parlamentarias de 1997 a Diputado por el distrito 2 (Camiña, Colchane, Huara, Iquique, Pica y Pozo Almonte)[8]